# Бухарестская улица

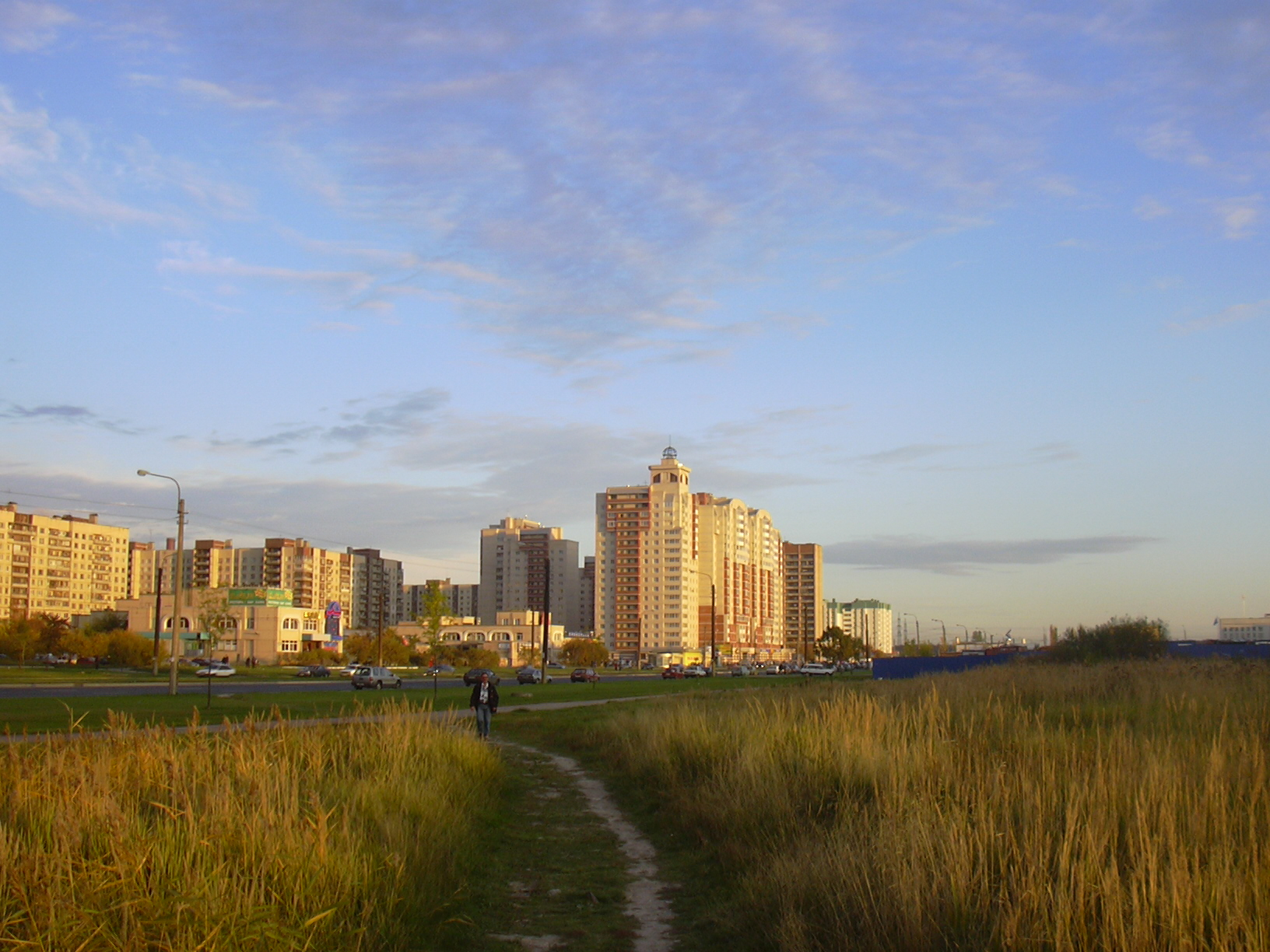
Бухарестская улица в районе улицы Олеко Дундича

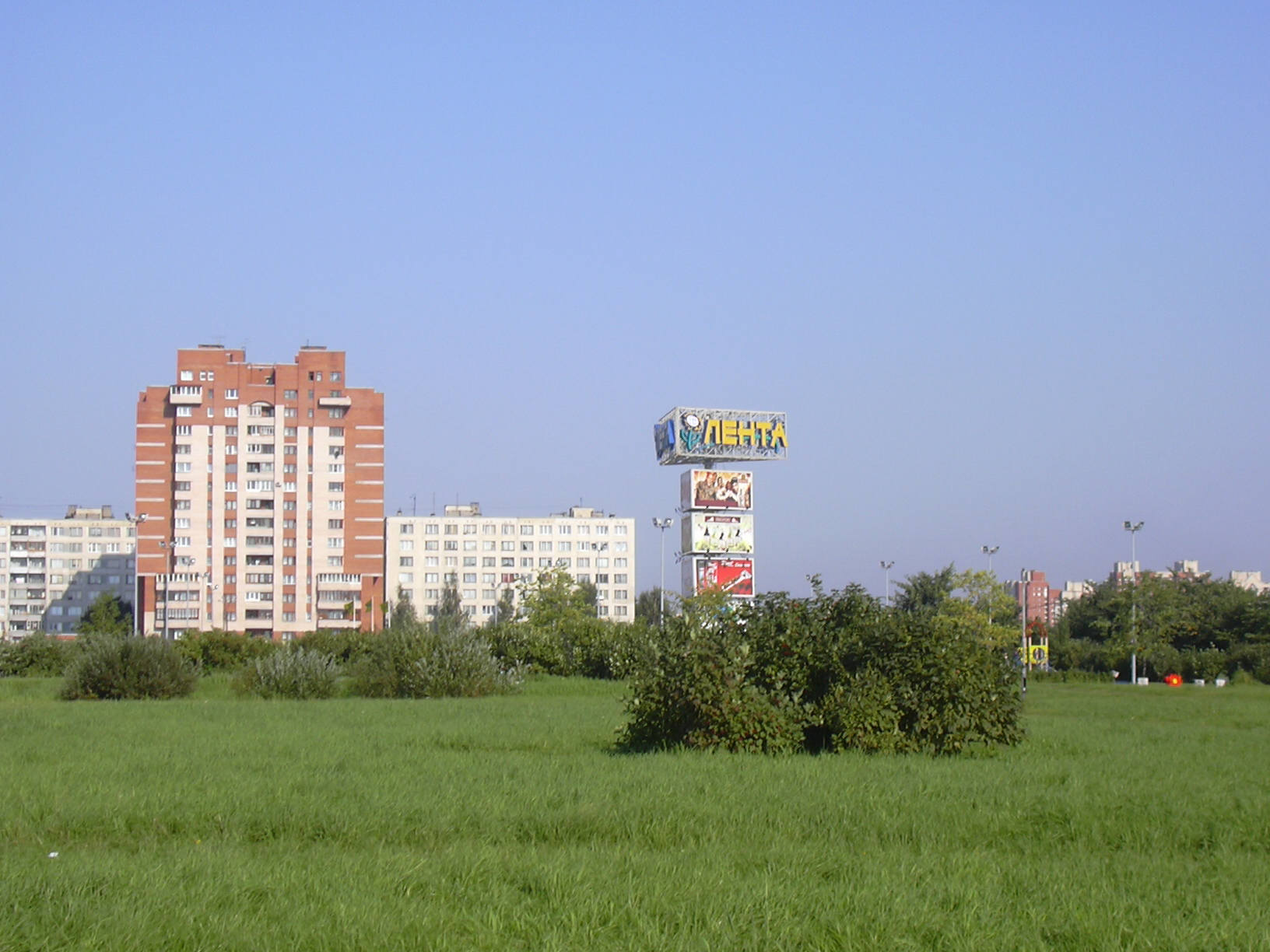
Гипермаркет «Лента» на Бухарестской улице

Бухаре́стская улица — одна из главных улиц Фрунзенского района Санкт-Петербурга, соединяющая спальный район Купчино с центром города. Улица начинается на пересечении Волковского проспекта с Касимовской улицей и заканчивается, упираясь в Малую Балканскую улицу. Её длина около 8,5 км — сегодня это вторая по протяжённости магистраль Санкт-Петербурга из имеющих статус улицы (после Софийской).

## История
Прокладывалась в начале 1960-х годов от улицы Салова за проспект Славы через посёлки Рылеево (прежде Романово) и Шаумяна, существовавшие с начала XX века, и земли совхоза «Детскосельский».
16 января 1964 года улице было присвоено имя Бухарестская в честь столицы СРР Бухареста. Первые дома появились на улице также в 1964 году (номер 7 серия ОД). В 1968—1973 годах была доведена до Соединительной железнодорожной линии, являвшейся южной границей Фрунзенского района и городской застройки. В 1972 году на пересечении с улицей Салова были возведены корпуса Ленинградского автомобильного транспортного техникума. В 1982 году застраивалась жилыми домами серии Щ-9378/23к (128 к1) и 137 (124).

## Достопримечательности
При движении от начала улицы можно увидеть следующие значимые территории и объекты:
- Ново-Волковское кладбище между улицами Салова и Фучика

### Объекты
- д. 18: Автобусный парк №1
- д. 22: второе здание Санкт-Петербургского государственного университета кино и телевидения
- д. 23, к. 1: третий по длине дом в Санкт-Петербурге. Его длина 578 м. На момент постройки в 1976 году был самым протяжённым домом в Ленинграде[3].
- пересечение с улицей Салова: ТРЦ "Континент", станция метро Бухарестская
- пересечение с улицей Фучика: ТРЦ "Кубатура", Санкт-Петербургский гуманитарный университет профсоюзов
- пересечение с улицей Белы Куна: ТРК "Международный", станция метро Международная
- напротив домов 43 и 49: выходы 1-4 станции метро Проспект Славы, трамвайная к/ст "Проспект Славы" (используется при внештантых ситуациях на путях для оборота трамваев 25, 45 и 49 маршрута), Парк Интернационалистов
- д. 69: гипермаркет «Лента»
- д. 72, к. 1: см. д. 23 корпус 1 (напротив друг друга)
- пересечение с Дунайским проспектом: вестибюль станции метро Дунайская, Фёдоровский сквер
- пересечение с улицей Ярослава Гашека: вестибюль станции метро Дунайская (по сост. на 28.10.2024 закрыт для проведения ремонтных работ),
- д. 80: один из корпусов жилого комплекса "Бригантина".
- д. 89: гипермаркеты «Карусель» и «Старт»
- д. 90: универсам «Фрунзенский»
- д. 110, к. 1: жилой комплекс "Твин Пикс".
- д. 118, к. 1: жилой комплекс "Респект".
- д. 134: Детская клиническая больница № 5 имени Н. Ф. Филатова.
- пересечение с Малой Балканской улицей: родильный дом №16, трамвайно-автобусная к/ст. "Малая Балканская улица"

### Бывшие объекты
- д. 47: кинотеатр "Слава",  1967 года постройки. Был кинотеатром до 1990-х годов, затем кинотеатр закрыли, а здание перешло в руки частных фирм. Время от времени в нём располагались различного рода магазины и рестораны. В ночь с 15 на 16 сентября 2023 года часть здания была уничтожена в результате пожара[4].

## Транспорт
По Бухарестской улице проходят следующие маршруты:
Трамваи: № 25, 43, 45, 49, 62
Автобусы: № 54, 56, 57, 59, 74, 91, 117, 241, 253, 282
Троллейбус: № 42
На пересечении  с улицей Салова остановка транспорта обслуживается маршрутом автобуса № 36. 
На пересечении с улицей Белы Куна находится остановка маршрутов троллейбусов № 35, 36; автобусов № 12, 31, 95
На пересечении с проспектом Славы остановку делают также маршруты автобусов № 11, 114, 116, 141, 239, 288 и троллейбусов № 26, 27, 29.
На пересечении с улицей Димитрова остановку делает автобусный маршрут № 157. 
На пересечении с Дунайским проспектом делают остановку маршруты № 53, 197, 326.
На пересечении с улицей Олеко  Дундича  совершают остановку автобусный маршрут № 96, 157, 159.